# Меню (фильм)
«Меню» (англ. Menu) — американский триллер с элементами чёрной комедии режиссёра Марка Майлода, вышедший на экраны в 2022 году. Основан на сценарии Сета Рейсса и Уилла Трейси. Рэйф Файнс исполнил роль знаменитого шеф-повара, а Хонг Чау — его помощницы-метрдотеля, в свою очередь Аня Тейлор-Джой, Николас Холт, Джанет Мактир, Рид Бирни, Джудит Лайт и Джон Легуизамо сыграли роли посетителей эксклюзивного ресторана.
Мировая премьера фильма «Меню» состоялась 10 сентября 2022 года на Международном кинофестивале в Торонто, а в прокат США фильм был выпущен 18 ноября 2022 года компанией Searchlight Pictures. Фильм собрал по всему миру более 76 млн долларов при бюджете в 30 млн долларов и удостоился положительных отзывов критиков.
Фильм получил две номинации на 80-й церемонии вручения премий «Золотой глобус», включая «Лучший актёр — комедия или мюзикл» (Файнс) и «Лучшая актриса — комедия или мюзикл» (Тейлор-Джой).

## Сюжет
Марго Миллс и её спутник Тайлер отправляются на катере на частный остров Хоторн, где расположен одноимённый эксклюзивный ресторан, принадлежащий знаменитому шеф-повару Джулиану Словику. На ужине присутствуют ресторанный критик Лилиан Блум, её редактор Тед, богатая пара Ричард и Анна Лейбрандт, кинозвезда Джордж и его личная помощница Фелисити, деловые партнеры Сорен, Дэйв и Брайс, а также мать Джулиана, страдающая от алкогольной зависимости. Ресторанный метрдотель Эльза проводит для группы экскурсию по острову и замечает, что Тайлер собирался привести другую гостью на этот вечер, а не Марго.
Начинается ужин, и Джулиан представляет ряд блюд, произнося довольно мрачные монологи о каждом из них. Постепенно раскрываются секреты каждого гостя — от супружеских измен до финансовых махинаций.
Во время представления четвёртого блюда су-шеф убивает себя на глазах у гостей, а другой сотрудник отрубает Ричарду безымянный палец, когда тот пытается сбежать. После четвёртого блюда главного инвестора ресторана Дага Веррика, который также является боссом Сорена, Дэйва и Брайса, топят в море на глазах у посетителей. Джулиан даёт гостям-мужчинам шанс на побег, но персонал ловит их и возвращает обратно.
Джулиан даёт понять, что все гости были выбраны потому, что они либо способствовали тому, что он потерял страсть к кулинарии, либо зарабатывают на жизнь, эксплуатируя угнетённых, таких как он и его команда. Он объявляет, что к концу вечера все присутствующие умрут. Поскольку присутствие Марго является незапланированным, Джулиан в беседе наедине предоставляет ей выбор: умереть либо вместе с персоналом, либо вместе с гостями.
Выясняется, что Марго — эскортница, которая ранее встречалась с Ричардом и была нанята Тайлером на этот ужин. Джулиан сообщает, что Тайлер знал, что все участники вечера погибнут, поэтому и пригласил Марго на верную смерть, что приводит Марго в ярость. Джулиан унижает Тайлера, заставляя его готовить и насмехается над готовым блюдом, а затем приказывает Тайлеру повеситься. Вскоре после этого Джулиан просит Марго сходить в коптильню за бочкой, необходимой для подачи десерта.
Марго пробирается в дом Джулиана, где на неё нападает Эльза. Марго убивает Эльзу ударом ножа в шею. Марго видит газетные вырезки о прошлой работе Джулиана в ресторане быстрого питания, находит рацию, вызывает подмогу и возвращается в ресторан с бочкой. С катера прибывает офицер береговой охраны США, который устраивает инсценировку ареста Джулиана, но в конце концов оказывается переодетым шефом-де-парти и возвращается на кухню.
Пока готовится десерт, Марго высмеивает блюда Джулиана и его одержимость безвкусной едой и жалуется, что всё ещё голодна. Когда Джулиан спрашивает, что бы она хотела съесть, Марго просит чизбургер и картофель фри; Джулиан лично готовит блюдо по её заказу. Во время приготовления чизбургера любовь Джулиана к еде и кулинарии ненадолго возрождается. Марго откусывает кусочек и хвалит его еду, а затем спрашивает, можно ли взять её навынос. Джулиан упаковывает чизбургер и картошку в подарочный пакет и разрешает Марго уйти в знак признательности за искреннее уважение к профессии повара. Марго садится в катер береговой охраны и покидает остров.
На десерт подается примитивный десерт смор: персонал устилает пол толчёными хрустящими крекерами и надевает на гостей палантины из маршмэллоу и шляпы из шоколада. Джулиан поджигает ресторан, взрывает бочку и убивает гостей, персонал и себя, выполняя своё роковое обещание. Марго наблюдает за происходящим с катера, распаковывает чизбургер, откусывает кусочек и вытирает рот с помощью меню.

## В ролях
- Рэйф Файнс — шеф-повар Джулиан Словик
- Аня Тейлор-Джой — Марго
- Николас Холт — Тайлер
- Хонг Чау — Эльза
- Джанет Мактир — Лилиан Блум
- Пол Адельштейн — Тед
- Джон Легуизамо — кинозвезда
- Эйми Карреро — Фелисити
- Рид Бирни — Ричард
- Джудит Лайт — Анна
- Ребекка Кун — Линда

## Производство и премьера
В апреле 2019 года стало известно, что Эмма Стоун и Рэйф Файнс исполнят главные роли в фильме «Меню», а Александр Пэйн станет режиссёром. В декабре сценарий появился в ежегодном «Черном списке» — обзоре самых популярных фильмов, которые всё ещё находятся в разработке.
К маю 2020 года кинокомпания Searchlight Pictures владеющая правами на дистрибуцию фильма, Пейн и Стоун покинули проект из-за конфликта в расписании съёмок, а Марк Майлод сменил Пейна в режиссёрском кресле.
В июне 2021 года Файнс вернулся в актёрский состав, а Аня Тейлор-Джой сменила Стоун. Её утвердили на роль в следующем месяце. Актёрский состав пополнился Хонг Чау и Николасом Холтом, Джоном Легуизамо, Джанет Мактир, Джудит Лайт.
Съёмки начались 3 сентября 2021 года в Саванне, штат Джорджия. Оператором стал Питер Деминг.
Мировая премьера фильма состоялась 10 сентября 2022 года на Международном кинофестивале в Торонто. В США фильм вышел в широкий прокат 18 ноября 2022 года в 3211 кинотеатрах, что стало абсолютным максимумом в истории компании Searchlight.
На цифровых платформах фильм вышел 3 января 2023 года, а на Blu-ray и DVD — 17 января 2023 года.

## Отзывы и оценки
На сайте Rotten Tomatoes фильм имеет рейтинг 89 %, основанный на 284 отзывах, со средней оценкой 7.6/10. Консенсус критиков гласит «хотя социальный комментарий основан на базовых ингредиентах, „Меню“ подаёт чёрную комедию с большим вкусом». На Metacritic средневзвешенная оценка составляет 71 из 100 на основе 45 рецензий, что указывает на «в целом благоприятные отзывы».

## Награды и номинации
- 2023 — две номинации на премию «Золотой глобус» за лучшую мужскую роль в комедии или мюзикле (Ральф Файнс) и лучшую женскую роль в комедии или мюзикле (Аня Тейлор-Джой).
- 2023 — номинация на премию «Спутник» за лучшую мужскую роль в комедии или мюзикле (Ральф Файнс).
- 2023 — номинация на премию Лондонского кружка кинокритиков лучшему британскому/ирландскому актёру (Ральф Файнс).
- 2023 — номинация на премию Гильдии сценаристов США за лучший оригинальный сценарий.
- 2023 — номинация на премию Американского общества специалистов по кастингу за лучший кастинг в высокобюджетной комедии.
- 2023 — номинация на премию Американской ассоциации монтажёров за лучший монтаж полнометражного комедийного фильма (Кристофер Теллефсен).